# Йохан Фридрих (Пфалц-Хилполтщайн)
Йохан Фридрих фон Пфалц-Нойбург (на немски: Johann Friedrich von Pfalz-Neuburg; * 23 август 1587, Нойбург на Дунав; † 19 октомври 1644, Хилполтщайн) е пфалцграф и херцог на Пфалц-Хилполтщайн от Вителсбахската странична линия Пфалц-Нойбург.

## Биография
Той е най-малкият син на Филип Лудвиг (1547 – 1614) и съпругата му Анна фон Клеве (1552 – 1632), дъщеря на Вилхелм V „Богатия“ от Юлих-Клеве-Берг, и втората му съпруга ерцхерцогиня Мария Австрийска, дъщеря на император Франц I (1503 – 1564).
Йохан Фридрих резидира от 1619 г. в Хилполтщайн.
Той се жени през 1624 г. в Дармщат за принцеса София Агнес фон Хесен-Дармщат (* 12 януари 1604; † 8 септември 1664), дъщеря на пфалцграф Лудвиг V фон Хесен-Дармщат и съпругата му Магдалена фон Бранденбург, дъщеря на курфюрст Йохан Георг фон Бранденбург (1525 – 1598) от фамилията Хоенцолерн. Той има осем деца, които не живеят повече от три години.
Йохан Фридрих умира без наследници през 1644 г. и Хилполтщайн попада отново обратно към Пфалц-Нойбург. Погребан е в градската църква Св. Мартин в Лауинген на Дунав.

## Деца
Йохан Фридрих и София Агнес имат децата:
- Анна Луиза (1626 – 1627)
- Мария Магдалена (1628 – 1629)
- Филип Лудвиг (1629 – 1632)
- Йохан Фридрих (*/† 1630)
- дъщеря (*/† 1631)
- Мария Елеонора (*/† 1632)
- Йохана София (1635 – 1636)
- Анна Магдалена (*/† 1638)